# フェルプス兄弟
オリバー・フェルプスとジェームズ・フェルプスからなるフェルプス兄弟（1986年2月25日 - ）は、イギリスの俳優。

## おもな出演作品

### 映画
- ハリー・ポッターと賢者の石 Harry Potter and the Philosopher's Stone (2001)
- ハリー・ポッターと秘密の部屋 Harry Potter and the Chamber of Secrets (2002)
- ハリー・ポッターとアズカバンの囚人 Harry Potter and the Prisoner of Azkaban (2004)
- ハリー・ポッターと炎のゴブレット Harry Potter and the Goblet of the Fire (2005)
- ハリー・ポッターと不死鳥の騎士団 Harry Potter and the Order of the Phoenix (2007)
- ハリー・ポッターと謎のプリンス Harry Potter and the Half-Blood Prince (2009)
- ハリー・ポッターと死の秘宝 PART1 Harry Potter and the Deathly Hallows: Part1 (2010)
- ハリー・ポッターと死の秘宝 PART2 Harry Potter and the Deathly Hallows: Part2 (2011)